# ふきげんな姉妹
『ふきげんな姉妹』（ふきげんなしまい）は、小関裕次郎監督の日本映画。2023年11月26日劇場公開。

## 概要
「OP PICTURES+フェス2023」作品の1本として劇場公開。ピンク映画たたき上げの小関裕次郎が、過去作でも主演に起用したあべみかこを再起用。さらに吉行由実監督作品で好演した花音うららをその妹役に起用し、姉妹の成長譚を描く。
物語後半の舞台・海沿いの町「じゅうのへ」は九十九里町周辺でロケーションしており、印象的なシーンで九十九里ビーチタワーも用いられている。
2024年1月、『淫乱旅行 美乳姉妹イキ』のタイトルで70分の成人映画に再編成され、劇場公開。

## 登場人物
丸山カナ
演 - あべみかこ
恋に奔放な姉。会社勤めの社会人。両親から頼まれ、妹の旅路に、おもり役として着いていく。複数のセフレと付き合うきっかけは、相手に嫉妬心を抱かせる意地悪からだったが、心が満たされることはなく一途な妹に羨む気持ちも抱く。
丸山愛子
演 - 花音うらら
殻に閉じこもる妹。大学生。未完のファンタジー小説『乙女の恋は眠れない』（略称：乙恋）をバイブルとして崇め、作中キャラクターに恋心を抱く。『乙恋』の結末が気になって仕方がないあまり、原作者を訪ねる旅に出る。
丸山美咲
演 - 工藤翔子
姉妹のママ。年齢を重ねてもパパを愛し、体を求める。娘たちを信頼しており、どんな道を歩んでも応援する。
丸山哲夫
演 - 小滝正大
姉妹のパパ。娘を愛するがゆえに心配性。
近藤佑
演 - 市川洋
カナのセックスフレンド。かつては愛子の家庭教師をしており、一目惚れされていた。
斉藤みつお
演 - 安藤ヒロキオ
「じゅうのへ」に住むサーファーっぽい男性。プラスチックホイッスル鳴らしがち。
金子まもる
演 - 細川佳央
「じゅうのへ」に住むサーファーっぽい男性。実は如月早苗の関係者。
客のおじさん
演 - 広瀬寛巳
喫茶店でまずいコーヒーを飲む客。
如月早苗
演 - 吉行由実
『乙恋』原作者。愛子が憧れる作家。現在は作家業を休止している。

## スタッフ
- 監督：小関裕次郎
- 脚本：小栗はるひ、大矢直樹、小関裕次郎
- 照明：金子秀樹
- 録音：植田中
- 美術：高木翔
- メイク：ビューティ★佐口
- 編集：鷹野朋子
- 選曲：佐藤祥子
- スチール：本田あきら
- 助監督：赤羽一真
- 監督助手：高木翔
- イラスト制作：如月早苗
- 挿入歌：『Return to Eden』Nash Music Library（作詞作曲：Nash Music Library）
- 協力：高橋義仁、鶴崎直樹、竹下智也、ナックイメージテクノロジー
- 制作：鯨屋商店
- 提供：オーピー映画